# San José de Gracia, Michoacán de Ocampo
San José de Gracia är en ort i Mexiko.   Den ligger i kommunen Tangancícuaro och delstaten Michoacán de Ocampo, i den centrala delen av landet, 300 km väster om huvudstaden Mexico City. San José de Gracia ligger 1 822 meter över havet och antalet invånare är 710.
Terrängen runt San José de Gracia är huvudsakligen kuperad, men åt nordost är den platt. San José de Gracia ligger nere i en dal. Runt San José de Gracia är det ganska tätbefolkat, med 120 invånare per kvadratkilometer. Närmaste större samhälle är Zamora, 19,1 km norr om San José de Gracia. I omgivningarna runt San José de Gracia växer i huvudsak blandskog.